# Andrej Dmitrievič Sacharov
Andrej Dmitrievič Sacharov (in russo Андрей Дмитриевич Сахаров?; Mosca, 21 maggio 1921 – Mosca, 14 dicembre 1989) è stato un fisico e attivista sovietico, famoso nel mondo dapprima per il contributo alla messa a punto della bomba all'idrogeno e successivamente per la sua attività in favore dei diritti civili che gli valse il premio Nobel per la pace.
(Andrej Sacharov)

## Biografia
Nato a Mosca nel 1921, conseguì il dottorato in matematica e fisica nel 1947 ed intraprese ricerche sull'astrofisica applicata e sulla fusione nucleare. Fra il 1948 e il 1953 partecipò al progetto e alla sperimentazione delle prime bombe termonucleari di fabbricazione sovietica e coordinò il gruppo di fisici che, tra luglio e fine ottobre del 1961, sviluppò la Bomba Zar. Intuì inoltre nel 1967 l'asimmetria tra materia ed antimateria nella composizione dell'universo (simmetria CP), quindi propose alcune correzioni alla teoria della relatività di Albert Einstein.
Membro dell'Accademia delle Scienze dell'Unione Sovietica, contestò negli anni 1957-1958 gli esperimenti nucleari a scopo bellico e successivamente si mostrò critico negli anni settanta riguardo agli aspetti repressivi del regime sovietico, tanto da fondare nel 1970 il comitato per i diritti civili e prendere le difese dei dissidenti e dei perseguitati.
Dal 1970 Sacharov si buttò a capofitto nell’attivismo politico. Criticava il governo, scriveva lettere a sostegno dei prigionieri politici, seguiva i processi politici nei tribunali. Esortava il governo a far rientrare i tatari di Crimea deportati nel 1944, ad autorizzare i sovietici di origine tedesca della regione del Volga ad emigrare in Germania Ovest, a riconoscere le colpe dell'URSS nel massacro di Katyn'. Per le sue attività di promozione delle libertà civili venne considerato un dissidente e subì persecuzioni poiché considerato dal regime un pericolo per la stabilità dell'Unione Sovietica.
Nel 1975 ricevette il premio Nobel per la pace, ma non poté ritirarlo. Convinto sostenitore di una manifestazione contro l'entrata delle truppe sovietiche in Afghanistan, fu arrestato e nel 1980 fu confinato a Gor'kij in un ospedale psichiatrico (l'odierna Nižnij Novgorod), da dove la moglie Elena Bonnėr costituì il suo unico contatto con il mondo esterno. Riabilitato da Michail Gorbačëv nel 1986, rientrò a Mosca e fu eletto deputato nel 1989. Morì nella capitale sovietica nel dicembre dello stesso anno.
Sacharov fu tra i fondatori dell'associazione Memorial.

## Onorificenze
URSS
Estere

## Premi
Sovietici
I premi sono stati revocati l'8 gennaio 1980 dal Consiglio dei ministri dell'URSS.
Esteri
- Premio mondiale Cino Del Duca (1974)[10]
- Premio Nobel per la pace (1975)[11]
- Premio Leo Szilard (1983)[12]
- Premio Tomalla (1984)[13]
- Elliott Cresson Medal (1985)[14]

## Omaggi e riconoscimenti
- Dal 1988, ogni anno il Parlamento europeo assegna il "premio Sakharov per la libertà di pensiero" a personalità e organizzazioni distintesi nell'attività in favore dei diritti umani e nella lotta contro l'intolleranza, il fanatismo e l'oppressione.[15]
- Il Norwegian Helsinki Committee assegna dal 1980 il "Sakharov Freedom Award" (anche citato come "Andrei Sakharov Freedom Award").[16]
- Dagli anni '80 si svolge annualmente l'International Sakharov Conference
- Nel 1996 è stato aperto a Mosca il Centro Sacharov, dedicato alla storia dei movimenti dissidenti in Unione Sovietica e alla vita dello scienziato. Il centro è stato chiuso nel 2023 da un tribunale russo.
- Dal 2003 Sacharov è ricordato come Giusto al Giardino dei Giusti di Milano.[17]